# Panikadilo

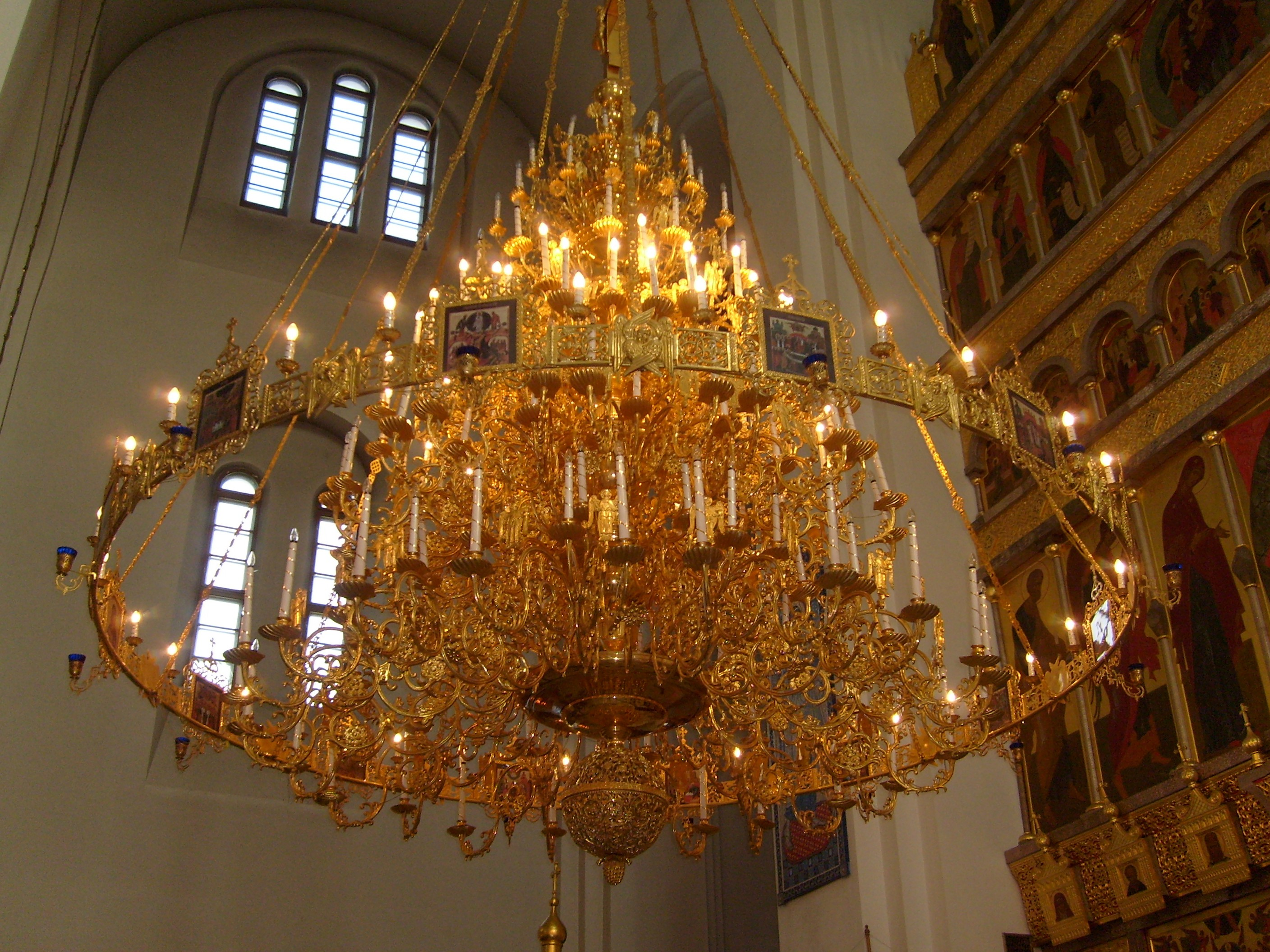
Panikadilo v chrámu Proměnění Páně v Toljatti

Panikadilo, rusky паникадило (z řeckého πολυκάνδηλον / polykandilon – poly = mnoho, kandilon = svíčka) je v pravoslavném chrámu hlavní lustr, svítidlo s velkým množstvím svic či žárovek.
Podle církevního řádu se při nedělních a svátečních bohoslužbách rozsvěcejí všechna světla, a taktéž panikadilo, jež symbolizuje přítomnost Božího světla, které osvěcuje věřící v Království nebeské. Množstvím svých světel panikadilo symbilizuje Nebeský Chrám jako souhvězdí, shromáždění lidí, osvícených dobrotou Svatého Ducha, planoucího ohněm lásky k Bohu.

## Etymologie
Výraz pochází z řeckého πολυκάνδηλον (polykandilon), byl však zkomolen, přičemž jeho první část je podle mínění etymologů (Fasmer) сблизилась slovu "panychida" a druhá část s výrazem „kadidlo“ (кадило).

## Panikadilo v literatuře
Na nebi svítí panikadila, 

A dole… tma. 

Chodila jsi za ním, či nechodila? 

Pověz sama! 

На небесах горят паникадила,

А снизу — тьма.

Ходила ты к нему иль не ходила?

Скажи сама!

Vladimír Solovjov, 1895

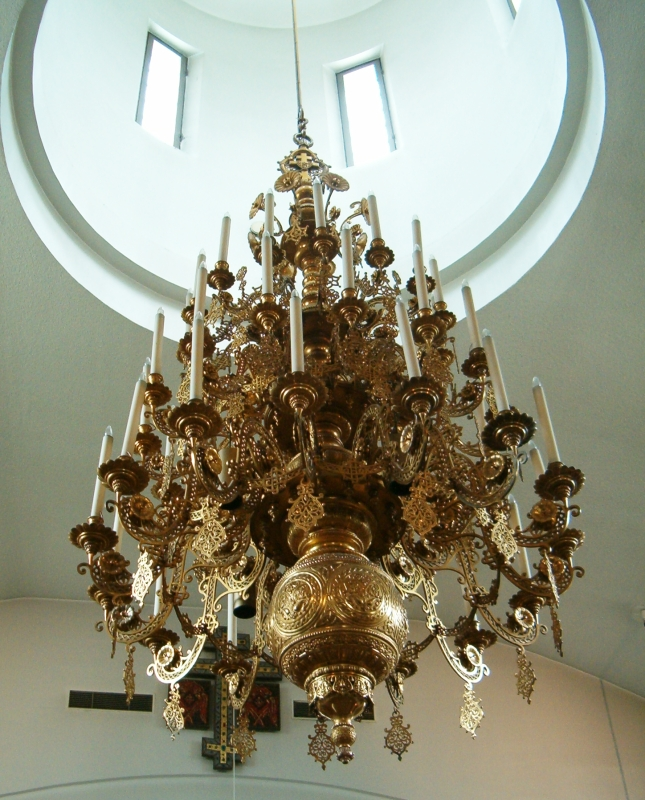

U I. S. Turgeněva v povídce "Král Lear ze stepi", citace:

Kněz se oblékl do prastarého roucha. Dědoušek, který se sotva držel na nohou, vyšel z kuchyňky a s námahou rozfoukával ladon ve starém měděném panikadilu. Potom začala bohoslužba.

Spisovatel zde zjevně zaměnil panikadilo s kadidlem.